# Llista de monuments del districte de Fijac
Llista de monuments del districte de Fijac (Òlt) registrats com a monuments històrics, bé catalogats d'interès nacional (classé) o bé inventariats d'interès regional (inscrit).
| Monument                                                        | Prot. | Època                | Localització                                                            | Coordenades                                           | Codi?      | Imatge |
| --------------------------------------------------------------- | ----- | -------------------- | ----------------------------------------------------------------------- | ----------------------------------------------------- | ---------- | --- |
| Església                                                        | Cat.  | Segles XIII-XVI      | Anglars                                                                 | 44° 44′ 23″ N, 1° 54′ 24″ E / 44.739589°N,1.906793°E  | PA00094963 | Església · Vegeu més fotos d'aquest monument · Carregueu una nova foto d'aquest monument                                                  |
| Antic colomar del castell                                       | Inv.  | Segle XVI            | Assièr                                                                  | 44° 40′ 43″ N, 1° 52′ 53″ E / 44.678747°N,1.881285°E  | PA46000037 | Antic colomar del castell · Vegeu més fotos d'aquest monument · Carregueu una nova foto d'aquest monument                                 |
| Antic habitatge dit grange de Bargues                           | Inv.  | Segle XVI            | Assièr                                                                  | 44° 40′ 31″ N, 1° 52′ 48″ E / 44.6754°N,1.88°E        | PA46000024 | Antic habitatge dit grange de Bargues · Carregueu una nova foto d'aquest monument                                                         |
| Església Saint-Pierre                                           | Cat.  | Segles XVI-XVII      | Assièr                                                                  | 44° 40′ 31″ N, 1° 52′ 34″ E / 44.6753°N,1.8762°E      | PA00094969 | Església Saint-Pierre · Vegeu més fotos d'aquest monument · Carregueu una nova foto d'aquest monument                                     |
| Dolmen                                                          | Cat.  |                      | Assièr Bois des Boeufs                                                  | 44° 40′ 44″ N, 1° 51′ 42″ E / 44.6789°N,1.8617°E      | PA00094968 | Dolmen · Vegeu més fotos d'aquest monument · Carregueu una nova foto d'aquest monument                                                    |
| Castell                                                         | Cat.  | Segle XVI            | Assièr place du Château                                                 | 44° 40′ 30″ N, 1° 52′ 43″ E / 44.675°N,1.8786°E       | PA00094967 | Castell · Vegeu més fotos d'aquest monument · Carregueu una nova foto d'aquest monument                                                   |
| Castell de Busqueilles                                          | Inv.  | Segle XVII           | Altoire                                                                 | 44° 51′ 13″ N, 1° 49′ 18″ E / 44.853618°N,1.821544°E  | PA00095301 | Castell de Busqueilles · Vegeu més fotos d'aquest monument · Carregueu una nova foto d'aquest monument                                    |
| Ajuntament i escola de nois                                     | Inv.  |                      | Altoire                                                                 | 44° 51′ 13″ N, 1° 49′ 12″ E / 44.8537°N,1.82°E        | PA00094974 | Ajuntament i escola de nois · Vegeu més fotos d'aquest monument · Carregueu una nova foto d'aquest monument                               |
| Església Saint-Pierre                                           | Inv.  | Segle XI             | Altoire                                                                 | 44° 51′ 14″ N, 1° 49′ 13″ E / 44.853783°N,1.820174°E  | PA00094973 | Església Saint-Pierre · Vegeu més fotos d'aquest monument · Carregueu una nova foto d'aquest monument                                     |
| Antic castell de Limargue                                       | Inv.  | Segle XV             | Altoire                                                                 | 44° 51′ 11″ N, 1° 49′ 11″ E / 44.853076°N,1.819619°E  | PA00094972 | Antic castell de Limargue · Vegeu més fotos d'aquest monument · Carregueu una nova foto d'aquest monument                                 |
| Restes del castell des Anglais                                  | Inv.  | Segles XI-XII        | Altoire                                                                 | 44° 51′ 04″ N, 1° 48′ 50″ E / 44.8511°N,1.8139°E      | PA00094971 | Restes del castell des Anglais · Vegeu més fotos d'aquest monument · Carregueu una nova foto d'aquest monument                            |
| Església                                                        | Cat.  | Segle XII            | Ainac                                                                   | 44° 47′ 03″ N, 1° 51′ 07″ E / 44.784188°N,1.851861°E  | PA00094976 | Església · Vegeu més fotos d'aquest monument · Carregueu una nova foto d'aquest monument                                                  |
| Castell                                                         | Cat.  | Segles XVII-XIX      | Ainac                                                                   | 44° 47′ 00″ N, 1° 51′ 02″ E / 44.783373°N,1.850536°E  | PA00094975 | Castell · Vegeu més fotos d'aquest monument · Carregueu una nova foto d'aquest monument                                                   |
| Pont sobre el Célé                                              | Inv.  | Segles XIII-XIV      | Banhac                                                                  | 44° 39′ 53″ N, 2° 09′ 19″ E / 44.66460°N,2.15515°E    | PA00094977 | Pont sobre el Célé · Vegeu més fotos d'aquest monument · Carregueu una nova foto d'aquest monument                                        |
| Església                                                        | Cat.  | Segle XII            | Lo Borg                                                                 | 44° 42′ 37″ N, 1° 54′ 15″ E / 44.71039°N,1.904191°E   | PA00094986 | Església · Vegeu més fotos d'aquest monument · Carregueu una nova foto d'aquest monument                                                  |
| Castell de la Rauze                                             | Inv.  | Segles XVII-XVIII    | Lo Borg                                                                 | 44° 42′ 41″ N, 1° 54′ 52″ E / 44.711442°N,1.914523°E  | PA00094985 | Castell de la Rauze · Carregueu una nova foto d'aquest monument                                                                           |
| Església                                                        | Cat.  | Segle XII            | Lo Boisson                                                              | 44° 41′ 31″ N, 1° 56′ 39″ E / 44.691876°N,1.944033°E  | PA00094987 | Església · Vegeu més fotos d'aquest monument · Carregueu una nova foto d'aquest monument                                                  |
| Restes del castell des Anglais                                  | Inv.  | Segle XII            | Brengas                                                                 | 44° 35′ 11″ N, 1° 49′ 52″ E / 44.5864°N,1.831°E       | PA00094990 | Restes del castell des Anglais · Vegeu més fotos d'aquest monument · Carregueu una nova foto d'aquest monument                            |
| Castell                                                         | Inv.  | Segles XIII-XVII     | Beduèr                                                                  | 44° 34′ 48″ N, 1° 57′ 09″ E / 44.5799°N,1.9524°E      | PA00094981 | Castell · Vegeu més fotos d'aquest monument · Carregueu una nova foto d'aquest monument                                                   |
| Estació                                                         | Inv.  | Segle xix            | Cajarc                                                                  | 44° 29′ 04″ N, 1° 50′ 44″ E / 44.484355°N,1.84559°E   | PA00095285 | Estació · Vegeu més fotos d'aquest monument · Carregueu una nova foto d'aquest monument                                                   |
| Maison de l'Hébrardie                                           | Cat.  | Segles XII-XIII      | Cajarc Rue Centrale                                                     | 44° 29′ 10″ N, 1° 50′ 34″ E / 44.486°N,1.8427°E       | PA00095033 | Maison de l'Hébrardie · Vegeu més fotos d'aquest monument · Carregueu una nova foto d'aquest monument                                     |
| Restes de la capella Sainte-Marguerite dita des Mariniers       | Inv.  | Edat mitjana         | Cajarc                                                                  | 44° 28′ 37″ N, 1° 50′ 12″ E / 44.476842°N,1.8366°E    | PA00095032 | Restes de la capella Sainte-Marguerite dita des Mariniers · Vegeu més fotos d'aquest monument · Carregueu una nova foto d'aquest monument |
| Antiga capella                                                  | Cat.  | Segle XII            | Cambolit                                                                | 44° 35′ 36″ N, 1° 56′ 55″ E / 44.593195°N,1.948566°E  | PA00095037 | Antiga capella · Vegeu més fotos d'aquest monument · Carregueu una nova foto d'aquest monument                                            |
| Font troglodítica dita Fontaine des Anglais                     | Inv.  | Edat mitjana         | Capdenac                                                                | 44° 34′ 46″ N, 2° 04′ 13″ E / 44.5794°N,2.0702°E      | PA46000030 | Font troglodítica dita Fontaine des Anglais · Vegeu més fotos d'aquest monument · Carregueu una nova foto d'aquest monument               |
| Fortificacions                                                  | Cat.  | Segle XV             | Capdenac                                                                | 44° 34′ 52″ N, 2° 04′ 11″ E / 44.5812°N,2.06964°E     | PA00095040 | Fortificacions · Vegeu més fotos d'aquest monument · Carregueu una nova foto d'aquest monument                                            |
| Creu de pedra datada del 1667                                   | Cat.  | Segle XVII           | Capdenac                                                                | 44° 34′ 45″ N, 2° 04′ 12″ E / 44.5793°N,2.07°E        | PA00095039 | Creu de pedra datada del 1667 · Vegeu més fotos d'aquest monument · Carregueu una nova foto d'aquest monument                             |
| Torre dels Barons o Torre de l'Horloge                          | Inv.  | Segle XIII           | Cardalhac                                                               | 44° 40′ 45″ N, 1° 59′ 39″ E / 44.679029°N,1.994303°E  | PA00095304 | Torre dels Barons o Torre de l'Horloge · Vegeu més fotos d'aquest monument · Carregueu una nova foto d'aquest monument                    |
| Torre de Sagnes                                                 | Inv.  | Segle XIII           | Cardalhac le Fort                                                       | 44° 40′ 46″ N, 1° 59′ 38″ E / 44.679361°N,1.993852°E  | PA00095041 | Torre de Sagnes · Vegeu més fotos d'aquest monument · Carregueu una nova foto d'aquest monument                                           |
| Església                                                        | Cat.  | Segles XII-XVIII     | Espanhac Sent Auglari Hameau de Sainte Eulalie                          | 44° 35′ 31″ N, 1° 52′ 21″ E / 44.5919°N,1.8724°E      | PA00095067 | Església · Vegeu més fotos d'aquest monument · Carregueu una nova foto d'aquest monument                                                  |
| Zona arqueològica de la gruta de Sainte-Eulalie                 | Cat.  | Paléolithique        | Espanhac Sent Auglari Sainte Eulalie                                    | 44° 35′ 38″ N, 1° 52′ 24″ E / 44.5938°N,1.8732°E      | PA00125608 | Carregueu una nova foto d'aquest monument                                                                                                 |
| Monestir de Notre-Dame de Val Paradis                           | Inv.  | Segles XIII-XVIII    | Espanhac Sent Auglari                                                   | 44° 35′ 32″ N, 1° 50′ 24″ E / 44.5922°N,1.84°E        | PA00095068 | Monestir de Notre-Dame de Val Paradis · Vegeu més fotos d'aquest monument · Carregueu una nova foto d'aquest monument                     |
| Església d'Espagnac                                             | Cat.  | Segles XIII-XIV      | Espanhac Sent Auglari                                                   | 44° 35′ 33″ N, 1° 50′ 24″ E / 44.592515°N,1.840092°E  | PA00095066 | Església d'Espagnac · Vegeu més fotos d'aquest monument · Carregueu una nova foto d'aquest monument                                       |
| Mas de Lartillou                                                | Inv.  |                      | Espedalhac                                                              | 44° 36′ 54″ N, 1° 47′ 18″ E / 44.6149°N,1.7883°E      | PA00095069 | Carregueu una nova foto d'aquest monument                                                                                                 |
| Capella Sainte-Marie-Madeleine de Guirande                      | Inv.  | Segles XII-XIII      | Felzins                                                                 | 44° 36′ 49″ N, 2° 09′ 50″ E / 44.613686°N,2.16392°E   | PA46000040 | Capella Sainte-Marie-Madeleine de Guirande · Vegeu més fotos d'aquest monument · Carregueu una nova foto d'aquest monument                |
| Església des Carmes o església Saint-Thomas-Becket              | Inv.  | Segle XIV            | Fijac place du 12-Mai                                                   | 44° 36′ 39″ N, 2° 01′ 44″ E / 44.610833°N,2.028889°E  | PA00125597 | Església des Carmes o església Saint-Thomas-Becket · Vegeu més fotos d'aquest monument · Carregueu una nova foto d'aquest monument        |
| Hôtel de Balène o Castell Balène                                | Inv.  | Segles XIV-XV        | Fijac 8 quai Albert-Bessières                                           | 44° 36′ 26″ N, 2° 01′ 59″ E / 44.607306°N,2.033167°E  | PA00095297 | Hôtel de Balène o Castell Balène · Vegeu més fotos d'aquest monument · Carregueu una nova foto d'aquest monument                          |
| Hôtel de Viguier d'Auglanat                                     | Inv.  | Segle XV             | Fijac 1 rue de Balène                                                   | 44° 36′ 26″ N, 2° 02′ 01″ E / 44.607306°N,2.033639°E  | PA00095080 | Hôtel de Viguier d'Auglanat · Vegeu més fotos d'aquest monument · Carregueu una nova foto d'aquest monument                               |
| Casa medieval                                                   | Inv.  | Segle XIII           | Fijac 31 rue Caviale                                                    | 44° 36′ 33″ N, 2° 01′ 58″ E / 44.609111°N,2.032722°E  | PA00135461 | Casa medieval · Vegeu més fotos d'aquest monument · Carregueu una nova foto d'aquest monument                                             |
| Casa natal de Champollion, actualment museu Champollion         | Inv.  |                      | Fijac 4 impasse Champollion                                             | 44° 36′ 35″ N, 2° 02′ 03″ E / 44.609694°N,2.034278°E  | PA00095079 | Casa natal de Champollion, actualment museu Champollion · Vegeu més fotos d'aquest monument · Carregueu una nova foto d'aquest monument   |
| Casa medieval                                                   | Inv.  | Segle XII            | Fijac 1 place Champollion; 1 rue Boutaric                               | 44° 36′ 35″ N, 2° 02′ 05″ E / 44.609722°N,2.034694°E  | PA46000005 | Casa medieval · Vegeu més fotos d'aquest monument · Carregueu una nova foto d'aquest monument                                             |
| Casa medieval                                                   | Inv.  |                      | Fijac 15-17 rue de Clermont                                             | 44° 36′ 31″ N, 2° 02′ 03″ E / 44.608583°N,2.034194°E  | PA46000016 | Casa medieval · Vegeu més fotos d'aquest monument · Carregueu una nova foto d'aquest monument                                             |
| Muralles de la vila                                             | Cat.  | Segle XIII           | Fijac 51, 53 boulevard du Colonel-Teulié; rue du Champ-Saint-Barthélémy | 44° 36′ 43″ N, 2° 02′ 01″ E / 44.611972°N,2.033667°E  | PA00095303 | Muralles de la vila · Vegeu més fotos d'aquest monument · Carregueu una nova foto d'aquest monument                                       |
| Conjunt immobiliari dit la Viguerie o Hôtel du Viguier          | Inv.  | Segles XIII-XIV      | Fijac rue Delzhens; rue Emile-Zola; rue Boutaric                        | 44° 36′ 34″ N, 2° 02′ 07″ E / 44.609417°N,2.035194°E  | PA00095081 | Conjunt immobiliari dit la Viguerie o Hôtel du Viguier · Vegeu més fotos d'aquest monument · Carregueu una nova foto d'aquest monument    |
| Edifici                                                         | Cat.  | Segles XIV-XV        | Fijac 39 à 43 rue Gambetta                                              | 44° 36′ 32″ N, 2° 02′ 01″ E / 44.60875°N,2.033722°E   | PA00095287 | Edifici · Vegeu més fotos d'aquest monument · Carregueu una nova foto d'aquest monument                                                   |
| Residència                                                      | Inv.  | Segles XII-XIV       | Fijac 47 rue Gambetta                                                   | 44° 36′ 33″ N, 2° 02′ 01″ E / 44.609028°N,2.033667°E  | PA00135462 | Residència · Vegeu més fotos d'aquest monument · Carregueu una nova foto d'aquest monument                                                |
| Maison Sisteron                                                 | Inv.  | Segle XVI            | Fijac place de la Halle                                                 | 44° 36′ 34″ N, 2° 02′ 00″ E / 44.609556°N,2.033306°E  | PA00095082 | Maison Sisteron · Vegeu més fotos d'aquest monument · Carregueu una nova foto d'aquest monument                                           |
| Casa gòtica                                                     | Inv.  | Segle XIII           | Fijac 5 rue Laurière                                                    | 44° 36′ 34″ N, 2° 01′ 55″ E / 44.609417°N,2.031972°E  | PA00135463 | Casa gòtica · Vegeu més fotos d'aquest monument · Carregueu una nova foto d'aquest monument                                               |
| Hôtel de Laporte                                                | Inv.  | Segle XVI            | Fijac 3 rue Maleville                                                   | 44° 36′ 38″ N, 2° 02′ 01″ E / 44.610472°N,2.03375°E   | PA00095078 | Hôtel de Laporte · Vegeu més fotos d'aquest monument · Carregueu una nova foto d'aquest monument                                          |
| Hospital                                                        | Inv.  | Segles XVIII-XIX     | Fijac 33 rue des Maquisards                                             | 44° 36′ 38″ N, 2° 01′ 45″ E / 44.610611°N,2.029111°E  | PA00095076 | Hospital · Vegeu més fotos d'aquest monument · Carregueu una nova foto d'aquest monument                                                  |
| Hôtel des Monnaies                                              | Cat.  | Segle XIV            | Fijac rue Ortabadial                                                    | 44° 36′ 28″ N, 2° 01′ 57″ E / 44.607861°N,2.032417°E  | PA00095077 | Hôtel des Monnaies · Vegeu més fotos d'aquest monument · Carregueu una nova foto d'aquest monument                                        |
| Casa                                                            | Inv.  | Segle XVII           | Fijac 1 rue Ortabadial                                                  | 44° 36′ 28″ N, 2° 02′ 01″ E / 44.607722°N,2.033528°E  | PA00095083 | Casa · Vegeu més fotos d'aquest monument · Carregueu una nova foto d'aquest monument                                                      |
| Antic col·legi Champollion, antic seminari                      | Cat.  | Segle XVII           | Fijac 2 rue Victor-Delbos                                               | 44° 36′ 40″ N, 2° 02′ 09″ E / 44.611139°N,2.035861°E  | PA00095073 | Antic col·legi Champollion, antic seminari · Vegeu més fotos d'aquest monument · Carregueu una nova foto d'aquest monument                |
| Colomar del casal d'Etempes                                     | Inv.  | Segle XVII           | Fijac Etempes                                                           | 44° 35′ 17″ N, 2° 01′ 33″ E / 44.588083°N,2.025861°E  | PA46000044 | Carregueu una nova foto d'aquest monument                                                                                                 |
| Hôtel d'Arnaldy o de Monsembernard                              | Inv.  | Segle XVIII          | Fijac 21 rue de Colomb                                                  | 44° 36′ 38″ N, 2° 02′ 04″ E / 44.610639°N,2.034389°E  | PA46000026 | Hôtel d'Arnaldy o de Monsembernard · Vegeu més fotos d'aquest monument · Carregueu una nova foto d'aquest monument                        |
| Dos obeliscs o agulles                                          | Cat.  | Segles XIII-XIV      | Fijac                                                                   | 44° 36′ 52″ N, 2° 00′ 37″ E / 44.614472°N,2.010167°E  | PA00095084 | Dos obeliscs o agulles · Vegeu més fotos d'aquest monument · Carregueu una nova foto d'aquest monument                                    |
| Església Saint-Sauveur                                          | Cat.  | Segles XII-XIII      | Fijac rue du Chapitre                                                   | 44° 36′ 29″ N, 2° 02′ 05″ E / 44.608°N,2.0348°E       | PA00095075 | Església Saint-Sauveur · Vegeu més fotos d'aquest monument · Carregueu una nova foto d'aquest monument                                    |
| Església Notre-Dame-du-Puy                                      | Cat.  | Segles XII-XIV       | Fijac place du Puy                                                      | 44° 36′ 36″ N, 2° 02′ 10″ E / 44.610086°N,2.036097°E  | PA00095074 | Església Notre-Dame-du-Puy · Vegeu més fotos d'aquest monument · Carregueu una nova foto d'aquest monument                                |
| Castell de Ceint-d'Eau                                          | Inv.  | Segles XVI-XVIII     | Fijac Ceint-d'Eau                                                       | 44° 35′ 45″ N, 1° 59′ 31″ E / 44.595833°N,1.991944°E  | PA00095072 | Castell de Ceint-d'Eau · Vegeu més fotos d'aquest monument · Carregueu una nova foto d'aquest monument                                    |
| Capella Notre-Dame-de-Pitié                                     | Cat.  | Segle XIII           | Fijac place de la Raison                                                | 44° 36′ 28″ N, 2° 02′ 06″ E / 44.607806°N,2.034889°E  | PA00095071 | Capella Notre-Dame-de-Pitié · Vegeu més fotos d'aquest monument · Carregueu una nova foto d'aquest monument                               |
| Casa                                                            | Inv.  | Segle XIII           | Fonts route de Saint-Céré à Figeac                                      | 44° 39′ 55″ N, 1° 57′ 02″ E / 44.665303°N,1.950663°E  | PA00095088 | Carregueu una nova foto d'aquest monument                                                                                                 |
| Castell del Roc                                                 | Inv.  | Segles XVI-XIX       | Fonts                                                                   | 44° 39′ 40″ N, 1° 57′ 17″ E / 44.661135°N,1.954654°E  | PA00125598 | Castell del Roc · Vegeu més fotos d'aquest monument · Carregueu una nova foto d'aquest monument                                           |
| Maison Reveillac                                                | Cat.  | Segle XVII           | Fonts Aubignières                                                       | 44° 40′ 07″ N, 1° 57′ 13″ E / 44.6685°N,1.9535°E      | PA00095089 | Maison Reveillac · Vegeu més fotos d'aquest monument · Carregueu una nova foto d'aquest monument                                          |
| Església Saint-André                                            | Inv.  | Segles XII-XIII      | Fonts                                                                   | 44° 39′ 45″ N, 1° 57′ 03″ E / 44.662526°N,1.950932°E  | PA00095087 | Església Saint-André · Vegeu més fotos d'aquest monument · Carregueu una nova foto d'aquest monument                                      |
| Església                                                        | Inv.  | Segle XII            | Formanhac                                                               | 44° 39′ 45″ N, 1° 58′ 48″ E / 44.662612°N,1.98013°E   | PA00095092 | Església · Vegeu més fotos d'aquest monument · Carregueu una nova foto d'aquest monument                                                  |
| Dolmen del Coustalou                                            | Cat.  |                      | Gresas Louradou                                                         | 44° 37′ 30″ N, 1° 48′ 49″ E / 44.6249°N,1.8137°E      | PA00095108 | Dolmen del Coustalou · Carregueu una nova foto d'aquest monument                                                                          |
| Zona arqueològica del dolmen des Aguals o de la Combe de l'Ours | Inv.  | Neolític; Calcolític | Grialon i Montbrun                                                      | 44° 31′ 44″ N, 1° 53′ 40″ E / 44.5288°N,1.8944°E      | PA46000021 | Zona arqueològica del dolmen des Aguals o de la Combe de l'Ours · Carregueu una nova foto d'aquest monument                               |
| Església                                                        | Inv.  | Segle XII            | Grialon                                                                 | 44° 32′ 11″ N, 1° 53′ 09″ E / 44.5363°N,1.885947°E    | PA00095106 | Església · Vegeu més fotos d'aquest monument · Carregueu una nova foto d'aquest monument                                                  |
| Dos dòlmens                                                     | Cat.  | Neolític             | Grialon Pech Laglayre; Mas de Pégouries                                 | 44° 32′ 05″ N, 1° 51′ 55″ E / 44.5348°N,1.8653°E      | PA00095105 | Dos dòlmens · Vegeu més fotos d'aquest monument · Carregueu una nova foto d'aquest monument                                               |
| Antic hospital des Religieuses de Beaulieu                      | Cat.  | Segles XIV-XV        | Aissendolús                                                             | 44° 45′ 01″ N, 1° 47′ 48″ E / 44.75021°N,1.79657°E    | PA00095111 | Antic hospital des Religieuses de Beaulieu · Vegeu més fotos d'aquest monument · Carregueu una nova foto d'aquest monument                |
| Dolmen dit Pierre Levée                                         | Inv.  | Neolític             | Aissendolús Girbé                                                       | 44° 45′ 04″ N, 1° 45′ 51″ E / 44.7512°N,1.7642°E      | PA00095110 | Dolmen dit Pierre Levée · Vegeu més fotos d'aquest monument · Carregueu una nova foto d'aquest monument                                   |
| Dos dòlmens a Gabaudet                                          | Cat.  | Neolític             | Aissendolús                                                             | 44° 42′ 53″ N, 1° 45′ 04″ E / 44.7147°N,1.7511°E      | PA00095109 | Dos dòlmens a Gabaudet · Vegeu més fotos d'aquest monument · Carregueu una nova foto d'aquest monument                                    |
| Capella Saint-Médard-Lagarenie                                  | Inv.  | Segles XII-XIX       | Aissets                                                                 | 44° 41′ 30″ N, 1° 54′ 20″ E / 44.691714°N,1.905575°E  | PA00095112 | Capella Saint-Médard-Lagarenie · Vegeu més fotos d'aquest monument · Carregueu una nova foto d'aquest monument                            |
| Castell                                                         | Cat.  | Segles XII-XV        | La Capèla de Marival                                                    | 44° 43′ 40″ N, 1° 55′ 34″ E / 44.727673°N,1.926014°E  | PA00095118 | Castell · Vegeu més fotos d'aquest monument · Carregueu una nova foto d'aquest monument                                                   |
| Castell de Larnagol                                             | Inv.  | Segle XVIII          | Larnagòl                                                                | 44° 28′ 33″ N, 1° 46′ 41″ E / 44.475862°N,1.778039°E  | PA46000025 | Castell de Larnagol · Vegeu més fotos d'aquest monument · Carregueu una nova foto d'aquest monument                                       |
| Castrum o castell de Larnagol                                   | Inv.  | Segle XV             | Larnagòl                                                                | 44° 28′ 33″ N, 1° 46′ 41″ E / 44.475862°N,1.778039°E  | PA46000023 | Castrum o castell de Larnagol · Vegeu més fotos d'aquest monument · Carregueu una nova foto d'aquest monument                             |
| Dolmen Peyro Cotado                                             | Cat.  | Neolític             | Larnagòl la Garrigue                                                    | 44° 29′ 33″ N, 1° 45′ 12″ E / 44.4924°N,1.7532°E      | PA00095126 | Dolmen Peyro Cotado · Vegeu més fotos d'aquest monument · Carregueu una nova foto d'aquest monument                                       |
| Castell                                                         | Cat.  | Segles XIII-XV       | La Ròca de Toirac                                                       | 44° 31′ 17″ N, 1° 56′ 23″ E / 44.5214°N,1.9397°E      | PA00095129 | Castell · Vegeu més fotos d'aquest monument · Carregueu una nova foto d'aquest monument                                                   |
| Església de Lentillac                                           | Cat.  | Segles XII-XVII      | La Tolha e Lentilhac                                                    | 44° 52′ 03″ N, 1° 58′ 58″ E / 44.8674°N,1.9829°E      | PA00095130 | Església de Lentillac · Vegeu més fotos d'aquest monument · Carregueu una nova foto d'aquest monument                                     |
| Castell de Puy-Launay                                           | Inv.  | Segles XV-XVI        | Linac                                                                   | 44° 40′ 08″ N, 2° 06′ 17″ E / 44.668924°N,2.104805°E  | PA00095289 | Castell de Puy-Launay · Vegeu més fotos d'aquest monument · Carregueu una nova foto d'aquest monument                                     |
| Menhir                                                          | Cat.  | Neolític             | Livernon Pierre Levée                                                   | 44° 38′ 07″ N, 1° 51′ 32″ E / 44.6352°N,1.859°E       | PA00095146 | Menhir · Vegeu més fotos d'aquest monument · Carregueu una nova foto d'aquest monument                                                    |
| Conjunt rural, o caselles                                       | Cat.  | Segle xix            | Livernon Mas de Tourel                                                  | 44° 37′ 49″ N, 1° 51′ 12″ E / 44.6302°N,1.8534°E      | PA00095145 | Carregueu una nova foto d'aquest monument                                                                                                 |
| Església                                                        | Cat.  | Segles XII-XIII      | Livernon                                                                | 44° 38′ 49″ N, 1° 50′ 36″ E / 44.646857°N,1.843214°E  | PA00095144 | Església · Vegeu més fotos d'aquest monument · Carregueu una nova foto d'aquest monument                                                  |
| Dolmen La Pierre Martine                                        | Cat.  | Neolític             | Livernon le Boyne                                                       | 44° 39′ 39″ N, 1° 49′ 15″ E / 44.6608°N,1.8209°E      | PA00095143 | Dolmen La Pierre Martine · Vegeu més fotos d'aquest monument · Carregueu una nova foto d'aquest monument                                  |
| Dolmen                                                          | Inv.  | Neolític             | Livernon Peych Peyroux                                                  | 44° 37′ 16″ N, 1° 52′ 12″ E / 44.6211°N,1.8701°E      | PA00095142 | Dolmen · Vegeu més fotos d'aquest monument · Carregueu una nova foto d'aquest monument                                                    |
| Pont de Maday                                                   | Inv.  | Segles XIV-XVIII     | Laubreçac                                                               | 44° 53′ 26″ N, 1° 48′ 20″ E / 44.890425°N,1.805513°E  | PA00095148 | Pont de Maday · Vegeu més fotos d'aquest monument · Carregueu una nova foto d'aquest monument                                             |
| Església Saint-Jean-Baptiste                                    | Inv.  | Segle XIV            | Laubreçac                                                               | 44° 52′ 19″ N, 1° 48′ 20″ E / 44.872028°N,1.805663°E  | PA00095147 | Església Saint-Jean-Baptiste · Carregueu una nova foto d'aquest monument                                                                  |
| Església                                                        | Cat.  | Segles XII-XV        | Lunant                                                                  | 44° 36′ 11″ N, 2° 04′ 45″ E / 44.603084°N,2.079222°E  | PA00095149 | Església · Vegeu més fotos d'aquest monument · Carregueu una nova foto d'aquest monument                                                  |
| Zona arqueològica del dolmen de la Devèze-sud                   | Inv.  | Neolític             | Marcilhac                                                               | 44° 32′ 28″ N, 1° 45′ 07″ E / 44.5411°N,1.752°E       | PA46000006 | Zona arqueològica del dolmen de la Devèze-sud · Vegeu més fotos d'aquest monument · Carregueu una nova foto d'aquest monument             |
| Mas de la Boute                                                 | Inv.  |                      | Marcilhac                                                               | 44° 31′ 33″ N, 1° 47′ 30″ E / 44.525854°N,1.791582°E  | PA00095157 | Mas de la Boute · Carregueu una nova foto d'aquest monument                                                                               |
| Maison du Roi                                                   | Cat.  | Segles XIV-XV        | Marcilhac                                                               | 44° 33′ 11″ N, 1° 46′ 17″ E / 44.553°N,1.7714°E       | PA00095156 | Maison du Roi · Vegeu més fotos d'aquest monument · Carregueu una nova foto d'aquest monument                                             |
| Antiga abadia Saint-Pierre                                      | Inv.  | Segles XII-XIII      | Marcilhac                                                               | 44° 33′ 11″ N, 1° 46′ 19″ E / 44.553028°N,1.7718611°E | PA00095155 | Antiga abadia Saint-Pierre · Vegeu més fotos d'aquest monument · Carregueu una nova foto d'aquest monument                                |
| Ruïnes del castell                                              | Cat.  | Segles XII-XIII      | Montbrun                                                                | 44° 30′ 20″ N, 1° 54′ 01″ E / 44.50564°N,1.900316°E   | PA00095170 | Ruïnes del castell · Vegeu més fotos d'aquest monument · Carregueu una nova foto d'aquest monument                                        |
| Antic priorat de Félènes                                        | Inv.  | Segle XIV            | Prudomat                                                                | 44° 54′ 17″ N, 1° 49′ 51″ E / 44.90463°N,1.83071°E    | PA00095188 | Antic priorat de Félènes · Vegeu més fotos d'aquest monument · Carregueu una nova foto d'aquest monument                                  |
| Església del castell de Castelnau-de-Bretenoux                  | Cat.  | Segle XIV            | Prudomat                                                                | 44° 53′ 59″ N, 1° 49′ 37″ E / 44.899595°N,1.827024°E  | PA00095187 | Església del castell de Castelnau-de-Bretenoux · Vegeu més fotos d'aquest monument · Carregueu una nova foto d'aquest monument            |
| Església Saint-Gilles de Bonneviole                             | Inv.  | Segles X-XI          | Prudomat                                                                | 44° 53′ 52″ N, 1° 48′ 54″ E / 44.89787°N,1.814871°E   | PA00095186 | Església Saint-Gilles de Bonneviole · Vegeu més fotos d'aquest monument · Carregueu una nova foto d'aquest monument                       |
| Castell de Castelnau-de-Bretenoux                               | Cat.  | Segles XI-XIV        | Prudomat                                                                | 44° 53′ 57″ N, 1° 49′ 35″ E / 44.8992°N,1.8264°E      | PA00095185 | Castell de Castelnau-de-Bretenoux · Vegeu més fotos d'aquest monument · Carregueu una nova foto d'aquest monument                         |
| Església                                                        | Inv.  | Segles XII-XIV       | Relhac                                                                  | 44° 42′ 01″ N, 1° 43′ 07″ E / 44.7003°N,1.7186°E      | PA00095193 | Església · Vegeu més fotos d'aquest monument · Carregueu una nova foto d'aquest monument                                                  |
| Església Saint-Martial                                          | Cat.  | Segle XIV            | Rudèla                                                                  | 44° 43′ 21″ N, 1° 52′ 45″ E / 44.7224°N,1.8791°E      | PA00095210 | Església Saint-Martial · Vegeu més fotos d'aquest monument · Carregueu una nova foto d'aquest monument                                    |
| Castell de Saignes                                              | Inv.  | Segle XVI            | Sanhas                                                                  | 44° 47′ 05″ N, 1° 49′ 08″ E / 44.7846°N,1.819°E       | PA46000028 | Castell de Saignes · Vegeu més fotos d'aquest monument · Carregueu una nova foto d'aquest monument                                        |
| Dolmen del Pech d'Agaïo                                         | Cat.  | Neolític             | Sanch Èl Combel de Ravié                                                | 44° 32′ 39″ N, 1° 49′ 00″ E / 44.5443°N,1.8166°E      | PA00095226 | Dolmen del Pech d'Agaïo · Carregueu una nova foto d'aquest monument                                                                       |
| Dolmen del Mas de Pezet                                         | Inv.  | Neolític             | Sanch Èl Gaubert                                                        | 44° 30′ 32″ N, 1° 48′ 05″ E / 44.509°N,1.8015°E       | PA00095225 | Dolmen del Mas de Pezet · Carregueu una nova foto d'aquest monument                                                                       |
| Dolmen d'Aubin                                                  | Cat.  | Neolític             | Sanch Èl                                                                | 44° 32′ 48″ N, 1° 48′ 48″ E / 44.5468°N,1.8132°E      | PA00095224 | Dolmen d'Aubin · Carregueu una nova foto d'aquest monument                                                                                |
| Dolmen des Agars                                                | Cat.  | Neolític             | Sanch Èl                                                                | 44° 32′ 51″ N, 1° 49′ 03″ E / 44.5475°N,1.8176°E      | PA00095223 | Dolmen des Agars · Carregueu una nova foto d'aquest monument                                                                              |
| Maison Louis XIII                                               | Inv.  | Segle XVII           | Sant Seren boulevard Carnot                                             | 44° 51′ 39″ N, 1° 53′ 30″ E / 44.860883°N,1.891604°E  | PA00095219 | Maison Louis XIII · Vegeu més fotos d'aquest monument · Carregueu una nova foto d'aquest monument                                         |
| Antic hôtel de Puymule                                          | Inv.  | Segle XV             | Sant Seren place de l'Eglise                                            | 44° 51′ 35″ N, 1° 53′ 27″ E / 44.859654°N,1.890863°E  | PA00095218 | Antic hôtel de Puymule · Vegeu més fotos d'aquest monument · Carregueu una nova foto d'aquest monument                                    |
| Antiga casa consular                                            | Cat.  | Segles XV-XVI        | Sant Seren place du Mercadial                                           | 44° 51′ 40″ N, 1° 53′ 23″ E / 44.861173°N,1.889748°E  | PA00095220 | Antiga casa consular · Vegeu més fotos d'aquest monument · Carregueu una nova foto d'aquest monument                                      |
| Casa                                                            | Inv.  | Segle XII            | Sant Seren rue Paramelle                                                | 44° 51′ 34″ N, 1° 53′ 26″ E / 44.8595°N,1.8905°E      | PA00095222 | Casa · Carregueu una nova foto d'aquest monument                                                                                          |
| Casa cantonada d'entramats de fusta                             | Inv.  | Segle XVI            | Sant Seren rue Paramelle                                                | 44° 51′ 33″ N, 1° 53′ 26″ E / 44.8593°N,1.8906°E      | PA00095221 | Casa cantonada d'entramats de fusta · Carregueu una nova foto d'aquest monument                                                           |
| Església des Récollets                                          | Inv.  | Segle XVII           | Sant Seren                                                              | 44° 51′ 30″ N, 1° 53′ 26″ E / 44.858447°N,1.890504°E  | PA00095217 | Església des Récollets · Vegeu més fotos d'aquest monument · Carregueu una nova foto d'aquest monument                                    |
| Església i cripta de Sainte-Spérie                              | Inv.  | Segles XIII-XVII     | Sant Seren                                                              | 44° 51′ 35″ N, 1° 53′ 25″ E / 44.859677°N,1.890273°E  | PA00095216 | Església i cripta de Sainte-Spérie · Vegeu més fotos d'aquest monument · Carregueu una nova foto d'aquest monument                        |
| Església                                                        | Cat.  | Segles XII-XIII      | Sent Joan Lespinassa                                                    | 44° 51′ 51″ N, 1° 51′ 36″ E / 44.864211°N,1.859908°E  | PA00095242 | Església · Vegeu més fotos d'aquest monument · Carregueu una nova foto d'aquest monument                                                  |
| Domaine de Montal                                               | Inv.  | Segles XVI-XX        | Sent Joan Lespinassa i Sant Seren le Révery                             | 44° 51′ 49″ N, 1° 51′ 42″ E / 44.8636°N,1.8617°E      | PA00095241 | Domaine de Montal · Vegeu més fotos d'aquest monument · Carregueu una nova foto d'aquest monument                                         |
| Església                                                        | Inv.  | Segles XII-XIX       | Sent Joan Mirabèl                                                       | 44° 37′ 17″ N, 2° 06′ 31″ E / 44.621441°N,2.108511°E  | PA00095243 | Església · Vegeu més fotos d'aquest monument · Carregueu una nova foto d'aquest monument                                                  |
| Vestigis de l'abadia de Lantouy                                 | Inv.  | Segle XI             | Sent Joan de Laur                                                       | 44° 27′ 29″ N, 1° 51′ 02″ E / 44.458194°N,1.850649°E  | PA46000042 | Vestigis de l'abadia de Lantouy · Vegeu més fotos d'aquest monument · Carregueu una nova foto d'aquest monument                           |
| Castell                                                         | Cat.  | Segles XIII-XV       | Sent Laurenç de las Tors                                                | 44° 51′ 54″ N, 1° 53′ 39″ E / 44.864979°N,1.894174°E  | PA00095244 | Castell · Vegeu més fotos d'aquest monument · Carregueu una nova foto d'aquest monument                                                   |
| Església                                                        | Inv.  | Segle XII            | Sant Perdós                                                             | 44° 40′ 25″ N, 2° 02′ 55″ E / 44.673679°N,2.048497°E  | PA00095249 | Església · Vegeu més fotos d'aquest monument · Carregueu una nova foto d'aquest monument                                                  |
| Església                                                        | Cat.  | Edat mitjana         | Sant Pèire de Toirac                                                    | 44° 31′ 35″ N, 1° 57′ 16″ E / 44.526294°N,1.954319°E  | PA00095250 | Església · Vegeu més fotos d'aquest monument · Carregueu una nova foto d'aquest monument                                                  |
| Castell                                                         | Inv.  | Segles XII-XIII      | Sant Soplèci                                                            | 44° 34′ 12″ N, 1° 47′ 15″ E / 44.570048°N,1.787585°E  | PA00095251 | Carregueu una nova foto d'aquest monument                                                                                                 |
| Castell de Grugnac                                              | Inv.  | Segle XV             | Soçairac                                                                | 44° 53′ 07″ N, 2° 01′ 30″ E / 44.88526°N,2.024982°E   | PA00095294 | Castell de Grugnac · Vegeu més fotos d'aquest monument · Carregueu una nova foto d'aquest monument                                        |
| Església Saint-Martial                                          | Cat.  | Segles XVI-XVIII     | Tauriac                                                                 | 44° 54′ 23″ N, 1° 46′ 34″ E / 44.9064°N,1.776°E       | PA00095267 | Església Saint-Martial · Vegeu més fotos d'aquest monument · Carregueu una nova foto d'aquest monument                                    |
| Castell de Saint-Thamar                                         | Inv.  | Segles XV-XVII       | Terron                                                                  | 44° 47′ 20″ N, 1° 58′ 47″ E / 44.78894°N,1.979856°E   | PA00095268 | Carregueu una nova foto d'aquest monument                                                                                                 |
| Església parroquial Sainte-Madeleine                            | Inv.  |                      | Teissiu                                                                 | 44° 55′ 09″ N, 1° 57′ 19″ E / 44.919095°N,1.955328°E  | PA00095309 | Església parroquial Sainte-Madeleine · Vegeu més fotos d'aquest monument · Carregueu una nova foto d'aquest monument                      |
| Ruïnes de la torre                                              | Cat.  | Segle XIII           | Teissiu                                                                 | 44° 55′ 08″ N, 1° 57′ 20″ E / 44.91885°N,1.955553°E   | PA00095269 | Ruïnes de la torre · Vegeu més fotos d'aquest monument · Carregueu una nova foto d'aquest monument                                        |
| Antiga llotja                                                   | Cat.  | Segle XVII           | Teminas                                                                 | 44° 44′ 26″ N, 1° 49′ 49″ E / 44.740435°N,1.830221°E  | PA00095276 | Antiga llotja · Vegeu més fotos d'aquest monument · Carregueu una nova foto d'aquest monument                                             |
| Gruta prehistòrica de Roucadou                                  | Cat.  | Prehistòria          | Teminas Roucadou                                                        | 44° 43′ 16″ N, 1° 48′ 55″ E / 44.721176°N,1.815295°E  | PA00095275 | Gruta prehistòrica de Roucadou · Vegeu més fotos d'aquest monument · Carregueu una nova foto d'aquest monument                            |
| Gruta des Escabasses o de la Vipère                             | Cat.  | Prehistòria          | Teminas Carrière Ferrade                                                | 44° 43′ 06″ N, 1° 47′ 54″ E / 44.718342°N,1.798421°E  | PA00095274 | Gruta des Escabasses o de la Vipère · Vegeu més fotos d'aquest monument · Carregueu una nova foto d'aquest monument                       |